# 扮熟少女
《扮熟少女》（英語：Girl's Generation），原片名為「少女小時代」，是一部2016年上映的青春愛情電影。由敖犬、朱俊丞、可晴、黃燦燦、南笙、黃詩棋、江倩齡、王子豪、王子傑、鯰魚哥等領銜主演。馬來西亞於2016年2月18日上映、中國於2016年3月25日上映。

## 劇情簡介
单元1
姐妹
她叫趙敏，活潑，愛拼，為了夢想而努力不懈，更為了夢想對三位感情最友好的閨蜜有所隱瞒。
单元2
秘密
她叫南心，遇到了一對雙胞胎，愛戲弄她的弟弟，以及温柔的哥哥，最终会如何。
单元3
冤家
她叫燦燦，哥門兒個性她不屑他，為了好姐妹出頭而使尽法寶接近他，没想到，最後却好像喜歡上他了。

## 演員陣容
|        | 演員姓名        | 角色名稱    | 介紹 |
| 姐妹篇 | 可晴            | 赵敏        |      |
| 姐妹篇 | 江倩齡          | 王一菊      |      |
| 姐妹篇 | 蔡紫缇          | 弯弯        |      |
| 姐妹篇 | 黃詩棋          | 李格尔/格格 |      |
| 姐妹篇 | 朱俊丞          | 俊丞学长    |      |
| 秘密篇 | 南笙            | 南心        |      |
| 秘密篇 | 王子豪          | 王子豪      |      |
| 秘密篇 | 王子傑          | 王子傑      |      |
| 秘密篇 | 曹婕妤          | 妙妙        |      |
| 秘密篇 | 谢祺平          | 南心妈      |      |
| 秘密篇 | 阿牛            | 阿牛        |      |
| 冤家篇 | 黃燦燦          | 黄燦燦      |      |
| 冤家篇 | 敖犬            | 喬迪        |      |
| 冤家篇 | 贾佩雅          | 小优        |      |
| 冤家篇 | 郭玄奇          | 娘炮        |      |
| 冤家篇 | 谭敏儿          | 胖妞        |      |
| 冤家篇 | 王心嫚          | 小依        |      |
| 冤家篇 | 林明赐 (鯰魚哥) | 郝友全      |      |
| 冤家篇 | 于声国          | 郝友乾      |      |
| 冤家篇 | 赵宇            | 赵老师      |      |
| 冤家篇 | 大目老师        | 大目老师    |      |

## 電影歌曲
| 曲別   | 歌名        | 演唱者                     | 作詞   | 作曲           | 備註 |
| 主題曲 | 路過青春    | 南笙、王子豪               | 楊建樹 | 陳欣樺、陳彥琿 |      |
| 主題曲 | 青春 WakeUp | 可晴、黄诗棋、江倩龄、彎彎 | 鏡子   | 陳彥琿         |      |

## 工作人員
- 監製：
- 製作人：李建興、趙宇
- 導演：陳慶祥阿牛、陳立謙、趙宇
- 剪輯：Kenzir Leow , Hamster Low
- 編劇：
- 製作公司：One Borneo Film Productions Sdn Bhd
- 發行公司：

## 拍攝場景
- 新北市立義學國民中學[2]

## 外部連結
- 扮熟少女的Facebook專頁
- 香港影庫上《扮熟少女》的資料（繁體中文）
- 互联网电影数据库（IMDb）上《扮熟少女》的资料（英文）